# Blåryggig kungsfiskare
Blåryggig kungsfiskare (Alcedo quadribrachys) är en fågel i familjen kungsfiskare inom ordningen praktfåglar.

## Utseende och läte
Blåryggig kungsfiskare är en kompakt kungsfiskare med mörkblå rygg och rostfärgad undersida. Färgen på ryggen varierar geografiskt från lilablå till ljusare blå. Arten är större än malakitkungsfiskaren och har mörkt ansikte utan orange, hos adulta fåglar dessutom unikt svart näbb, vilket dock även unga malakitkungsfiskare har. Lätet är ett ljust ”seet”. 

## Utbredning och systematik
Blåryggig kungsfiskare förekommer i Västafrika och delar av Centralafrika. Den delas in i två underarter med följande utbredning:
- Alcedo quadribrachys quadribrachys – förekommer från Senegal och Gambia till västra och centrala Nigeria
- Alcedo quadribrachys guentheri – förekommer från sydvästra Nigeria till allra sydligaste Sydsudan, västligaste Kenya och nordvästra Zambia

## Levnadssätt
Blåryggig kungsfiskare hittas utmed skogskantade åar och floder samt i mangroveträsk. Den är generellt ovanlig, dessutom ensamlevande och skygg.

## Status
Arten har ett stort utbredningsområde och beståndet anses stabilt. Internationella naturvårdsunionen IUCN listar den därför som livskraftig (LC).